# Uscana hodzhevanishvilii
Uscana hodzhevanishvilii är en stekelart som beskrevs av Fursov 1987. Uscana hodzhevanishvilii ingår i släktet Uscana och familjen hårstrimsteklar. Inga underarter finns listade i Catalogue of Life.